# Nesebăr (kommun)
Obsjtina Nesebăr (bulgariska: Община Несебър) är en bulgarisk kommun i norra delen av Burgasregionen. Huvudort är Nesebăr.
Dess långa svartahavskust, billiga prisnivå och närheten till Burgas International Airport har gjort kommunen till det populäraste turistmålet på Balkanhalvön och en av de mest populära resmålen i hela Europa. Där finns 150 hotell med 70 000 bäddar, 35 000 privata bäddar och fler än 1000 caféer och restauranger, inklusive i Sunny Beach.

## Orter
I kommunen finns tre städer och elva byar:

### Städer
- Nesebăr
- Sveti Vlas
- Obzor

### Byar
- Banja
- Gjuljovtsa
- Emona
- Koznitsa
- Kosjaritsa
- Orizare
- Panitsovo
- Priseltsi
- Ravda
- Rakovskovo
- Tănkovo